# Stuwsluiscomplex Geraardsbergen
Het Stuwsluiscomplex Geraardsbergen is een complex van stuwen en sluizen in het centrum van Geraardsbergen. Dit complex vormt een geheel van waterwerken ter regulering van de Dender in de Belgische provincie Oost-Vlaanderen. Het complex werd gebouwd rond 1860 en betreft een monument. Het stuwcomplex bevindt zich op twee kunstmatige eilanden.
De sluis zelf is 5,20 meter (m) breed, heeft een lengte van 41,85 m. Er worden echter enkel watervoertuigen toegelaten die onder de maximale dimensies van 5,10 m breed, 38,5 m lang en een diepgang van 1,90 m hebben.

## Geschiedenis
In 1868 begon de bouw van het sluizencomplex en diende als vervanging van een schutsluis. In 2016 begon men met het vernieuwen van het sluizencomplex, maar deze werken werden gestopt in september 2017 na de vernietiging van de stedenbouwkundige vergunning als gevolg van een beroepsprocedure. Het hervatten van de werkzaamheden aan het complex was voorzien vanaf 2022, maar dit is anno 2024 nog steeds niet gerealiseerd.